# 藤田徹也
藤田 徹也（ふじた てつや、1957年6月24日 - ）は、日本の実業家。TBSホールディングス元代表取締役。TBSラジオ元取締役会長。TBSサービス元代表取締役社長。TBSグロウディア元取締役副会長。テレビ高知代表取締役社長。

## 人物・経歴
土佐高等学校卒業。1980年上智大学理工学部電気電子工学科卒業。同年4月、株式会社東京放送（現・株式会社TBSホールディングス）に入社。2008年同社人事労政局長、2011年執行役員人事労政局長、取締役人事労政局長、2014年常務取締役、株式会社TBSテレビ常務取締役、株式会社TBSラジオ＆コミュニケーションズ取締役会長、2016年株式会社TBSホールディングス代表取締役専務、TBSラジオ取締役会長を歴任。その後、TBSサービス代表取締役社長、同社取締役会長やTBSグロウディア取締役副会長を歴任。2021年にテレビ高知代表取締役社長に就任。